# 蒙吕松城站
蒙吕松城站，简称"蒙吕松站"，是法国的一个铁路车站，位于法国中部城市蒙吕松。

## 站名
"蒙吕松城站"一名当中的"城"（Ville）这一后缀主要是为了区分蒙吕松市区内的另外两个车站：蒙吕松里马尔站（Gare de Montluçon-Rimard）和戈泽城站（Gare de la Ville-Gozet）。
"蒙吕松站"一般情况下即可代指本站。

## 位置
蒙吕松城站位于蒙吕松市区的西南部，谢尔河右岸，布尔日－米耶卡兹铁路327.617公里处，同时也是蒙吕松－穆兰铁路和蒙吕松－圣叙皮斯洛里耶尔铁路的起点。车站大致呈西北-东南走向，开口朝东北。

## 历史
蒙吕松城站建成于1859年，1864年拿破仑三世曾到访此站。在20世纪初，随着蒙吕松城市的发展，蒙吕松城站逐渐成为法国中部的一个重要的铁路枢纽，蒙吕松铁路扇形车库也随之投入使用。直到20世纪80年代，蒙吕松城站每天还有至少6班直达巴黎的列车。但随着1991年途径蒙吕松的巴黎—克莱蒙费朗高速公路的建成通车，以及因煤炭资源枯竭及贝里运河水运系统的关闭而造成的蒙吕松城市人口数量的急剧下降，使得蒙吕松城站的重要性不断丧失：
- 2007年，布尔日－米耶卡兹铁路蒙吕松以南的部分关闭。
- 2010年，蒙吕松铁路扇形车库（法语：Rotonde ferroviaire de Montluçon）停止使用。
- 2012年12月，途径蒙吕松的里昂—波尔多城际列车停运。
- 2018年12月，蒙吕松直达巴黎的城际列车停运。不过乘客仍可以通过区域列车前往布尔日实现联程中转。

蒙吕松城站铁路地位的下降是法国中部地区整体人口外流的一个缩影，也成为了法国中小型城市的交通资源萎缩的一个典型案例。

## 站台设置
| 西↑ |             |        |
|     |             | 存车线 |
| E道 |             |        |
|     | 岛式        |        |
| D道 |             |        |
| C道 |             |        |
|     | 岛式        |        |
| B道 |             |        |
| A道 |             |        |
|     | 侧式 主站房 |        |
| 东↓ |             |        |

## 停靠线路
以下列车线路在蒙吕松城站停靠：
| 蒙吕松城站列车线路表                |      |            |                       |              |
| 线路                                | 车种 | 上一站     | 下一站                | 大致运行频率 |
| 维耶尔宗—蒙吕松                     | TER  | 瓦隆昂叙利 | （终点）              | 每天3趟左右  |
| 布尔日/圣阿芒蒙特龙—蒙吕松/科芒特里 | TER  | 戈泽城     | 蒙吕松里马尔          | 每天4趟左右  |
| 蒙吕松—科芒特里                     | TER  | （起点）   | 蒙吕松里马尔          | 每天3趟左右  |
| 蒙吕松—克莱蒙费朗                   | TER  | （起点）   | 蒙吕松里马尔/科芒特里 | 每天6趟左右  |
| 蒙吕松—波尔多                       | TER  | （起点）   | 盖雷                  | 每天1趟      |
| 蒙吕松—利摩日                       | TER  | （起点）   | 于里耶勒              | 每天2趟左右  |
| 1.                                  |      |            |                       |              |

## 配套交通

### 长途客运
| 停靠蒙吕松城站的大巴车  | | |
| 上下车地点              | 运营单位 | 主要目的地 |
| 蒙吕松城站东侧          | 阿列省城际客运 Trans'Allier | A 杜瓦耶 · 蒙马罗 · 勒蒙泰 · 特龙热 · 穆兰 B 贝泽内 · 西乌勒河畔圣普桑 · 圣雷米昂罗拉 · 维希 H 内里莱班 · 科芒特里 L 韦尔内 · 阿列的科讷 M 于里耶勒 P 多梅拉 · 拉沙佩洛德 · 屈朗 (谢尔省) · 韦斯丹 · 沙托梅扬 T 欧德 · 上博卡日 U 埃里松 · 塞利伊 |
| 蒙吕松城站东侧          | 10 于里耶勒 · 盖雷 16 科芒特里 · 冈纳 17 瓦隆昂叙利 · 圣阿芒蒙特龙 · 维耶尔宗 18 科芒特里 · 圣日耳曼沟 · 维希 R12 埃沃莱班 · 丰塔涅尔 · 欧藏斯 R13 古宗 · 伊苏丹莱特里埃 · 欧比松 · 费勒坦 · 于塞勒 当某条铁路线施工或罢工时，SNCF可能也会提供途径该线路沿途站点的大巴车 | |
| 1. 2. 3. 4. 5. 6. 7. 8. | | |

### 城市公共交通
由于蒙吕松城站前方道路较为狭窄，因此车站仅有周日及节假日开行的小公交线路经过。其余线路需前往距离蒙吕松城站400米以外的马克斯·多尔穆瓦大道上乘坐。
| 蒙吕松城站附近的市内公共交通线路 |                          | |
| 公交车站名称                     | 位置                     | 停靠线路 |
| 火车站                           | 蒙吕松城站 门口          | 周日及节假日开行： DIM 保罗·孔斯唐高级中学（Lycée Paul Constans） （市中心单循环线路） |
| 马克斯·多尔穆瓦                  | 蒙吕松城站 东侧大约400米 | 周一至六开行： A 保罗·孔斯唐高级中学（Lycée Paul Constans） （市中心单循环线路） B 殉难（Martyrs） ↔ 亨利·穆安（Henri Moine）/ 沙托布朗（Châteaubrun） C 多梅拉-阿朗德（Domérat Allende） ↔ 代塞尔廷市政府（Désertines Mairie） D 商业中心（Centre Commercial） ↔ 水上运动中心（Centre Aqualudique） E 克雷旺山岭（Côte de Crévant） ↔ 圣维克托（Saint-Victor） G 圣皮耶尔（Saint-Pierre） → 祷告院广场（Place du Prieuré） |
| 1. 2.                            |                          | |

## 临近车站
| 蒙吕松城站（Gare de Montluçon-Ville） |                              |                                         |
| 上行车站                              | 线路                         | 下行车站                                |
| 戈泽城站 1.6km ←                      | 布尔日－米耶卡兹铁路         | （终点） （蒙吕松以南的路段已全线关闭） |
| （起点）                              | 蒙吕松－圣叙皮斯洛里耶尔铁路 | 于里耶勒站 → 10km                       |
| （起点）                              | 蒙吕松－穆兰铁路             | 蒙吕松里马尔站 → 1.3km                  |
| - 本表仅显示运营中的线路及车站        |                              |                                         |